# 斯瓦扬布纳特

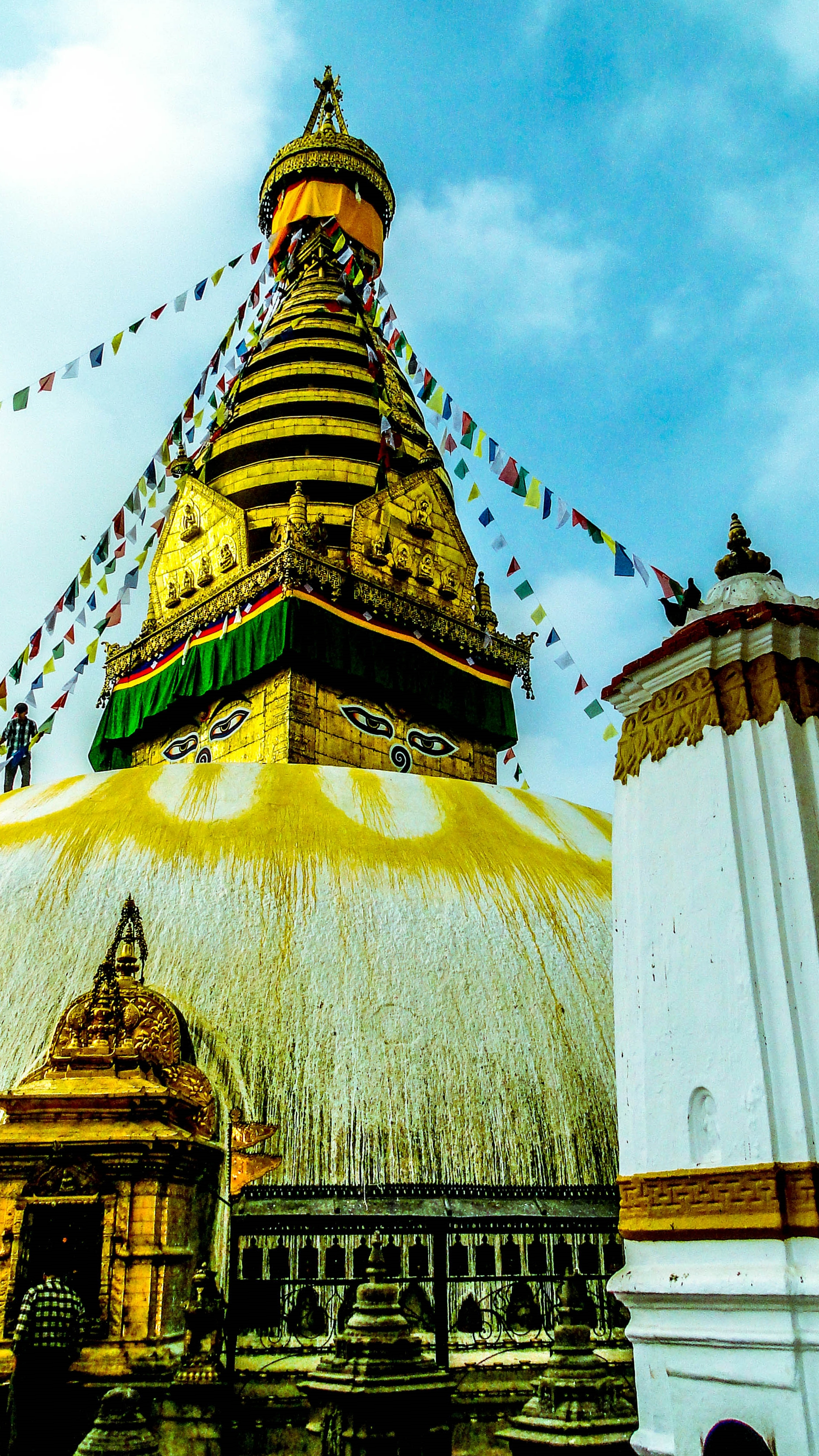
斯瓦扬布纳特

斯瓦扬布纳特（羅馬化：Swayambhunath）位于尼泊尔加德满都以西的加德满都谷地，是一座佛教寺庙，也是尼泊爾國家象徵。又叫斯瓦扬布寺、四眼天神廟。

## 名稱
该寺庙又俗称“猴廟”（英語：Monkey Temple），因为猕猴生活在廟的西北。藏语称该寺庙为“帕巴香更”（藏語：འཕགས་པ་ཤིང་ཀུན་，威利转写：Phags.pa Shing.kun），意思是“庄严树林”，据说是因山上有不少珍贵树种而得名；但也有说法认为，“香更”（藏語：ཤིང་ཀུན་，威利转写：Shing.kun）是尼瓦尔语Singgu（意为“自体本源”）的变体。该寺庙不单纯是本土尼瓦尔佛教徒參拜，也有其他地區的藏传佛教信徒參访，是尼泊尔仅次于布达纳特的佛教道场。
根据《斯瓦揚布往世書》（Swayambhu Purana）的说法，加德满都谷地以前是一个湖泊。有一朵蓮花在此生长，加德满都谷地被称作“斯瓦揚布”（Swayambhu），即“自体本源”、“自我證一”，该寺庙之名由此而来，也意譯爲“自體放光寺”。

## 概述
这座寺庙的创建年代有两种说法。第一种说法根据《Gopālarājavaṃśāvalī》记载，该寺庙是由李查维王朝国王馬纳德瓦（Mānadeva）的曾祖父创建，时间大约在5世纪。该说法似乎已被证实，因为该寺庙的一块损坏的石雕显示，馬纳德瓦在640年下令兴建。另一种说法是阿育王到尼泊尔时已存在，后来被毁。
尽管这座寺庙是佛教寺庙，但此处也受到印度教徒尊敬。无数信仰印度教的君主曾经向该寺庙表示敬意，包括加德满都的国王普拉塔普·馬拉，他曾在17世纪建设了该寺庙东侧阶梯。
该寺庙的佛塔十分有名，2010年5月又全部翻修一新，这是自1921年大修之后的又一次大修，也是自建成以后的第15次大修。佛塔的圆顶用20千克黄金重新镀金。2010年的此次大修是由美国加利福尼亚西藏宁玛冥想中心（Tibetan Nyingma Meditation Center of California）提供资金，从2008年6月动工的。
斯瓦扬布纳特的佛塔高十三層，象征修行的十三層境界，眼睛象征佛眼无边，鼻是尼泊尔数字一，象征万物归一。寺廟的西北部住著聖猴。據稱牠們是文殊菩薩的頭蝨。

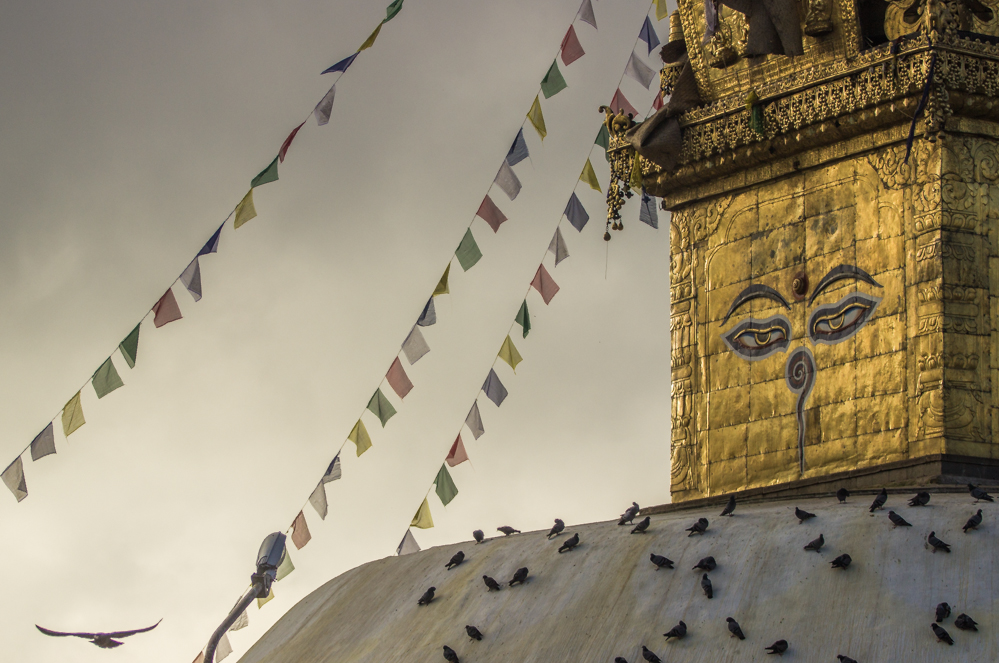
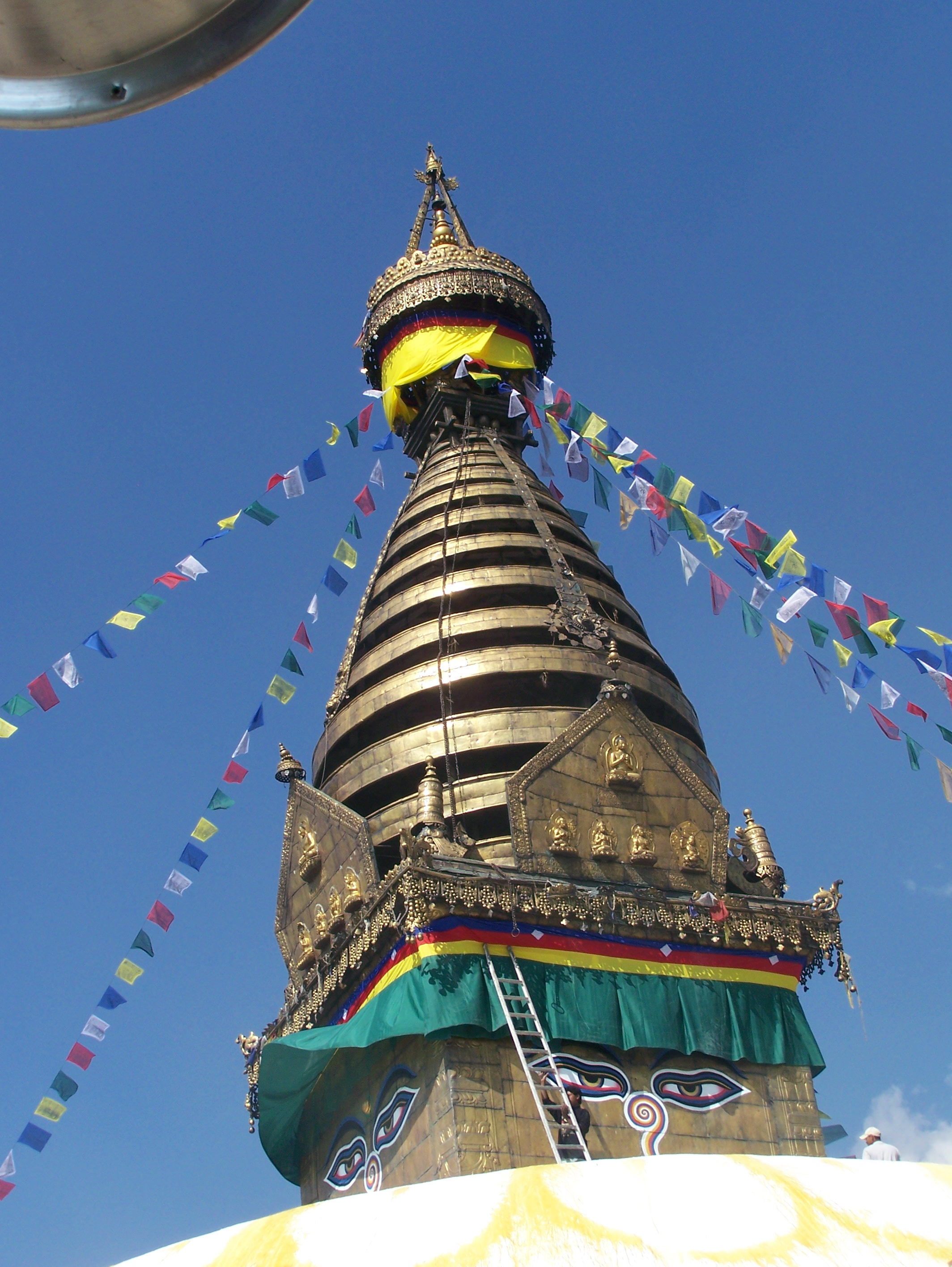
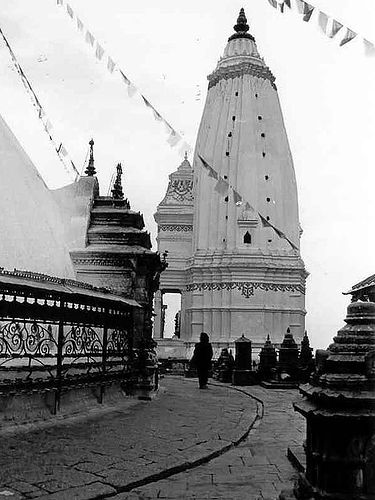
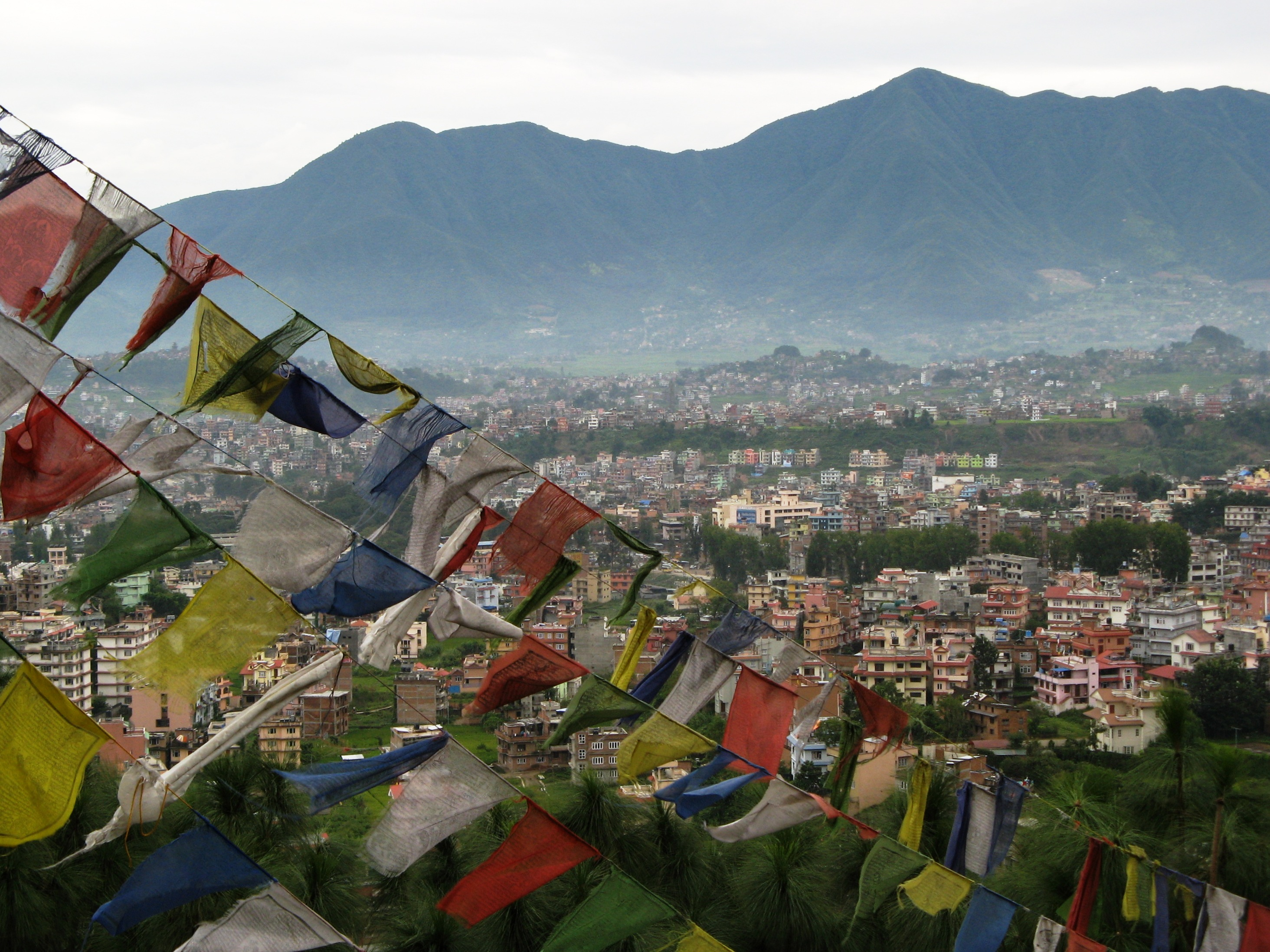
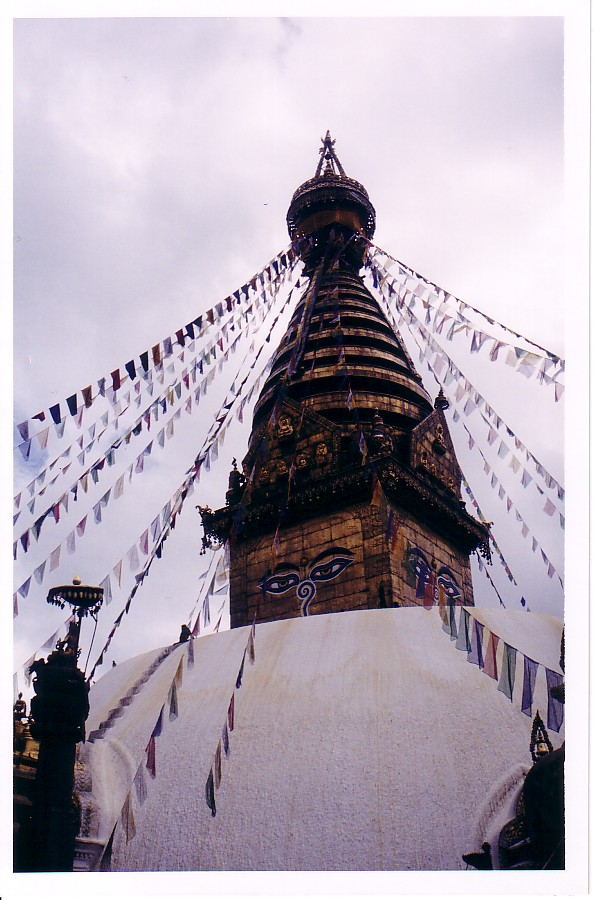
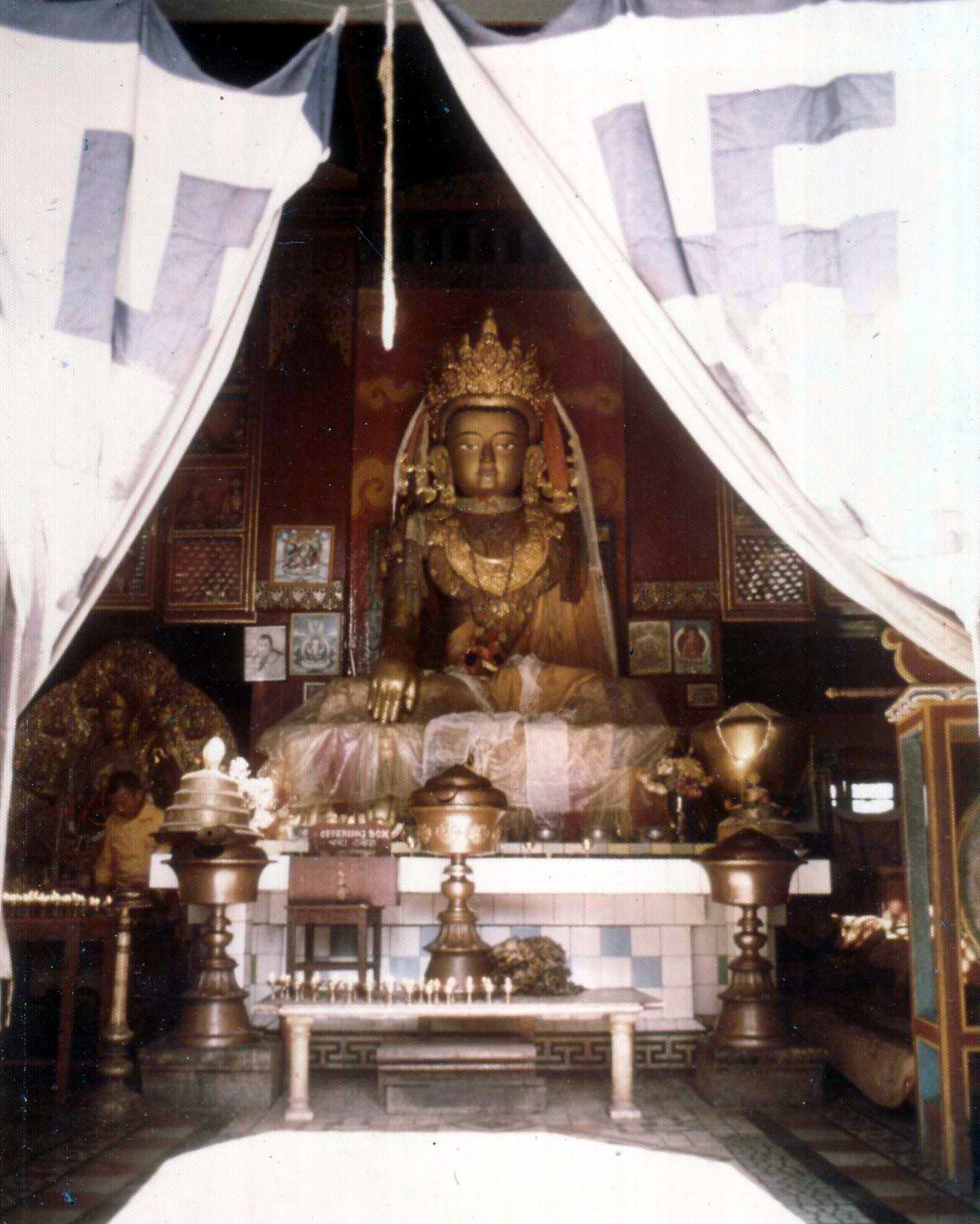
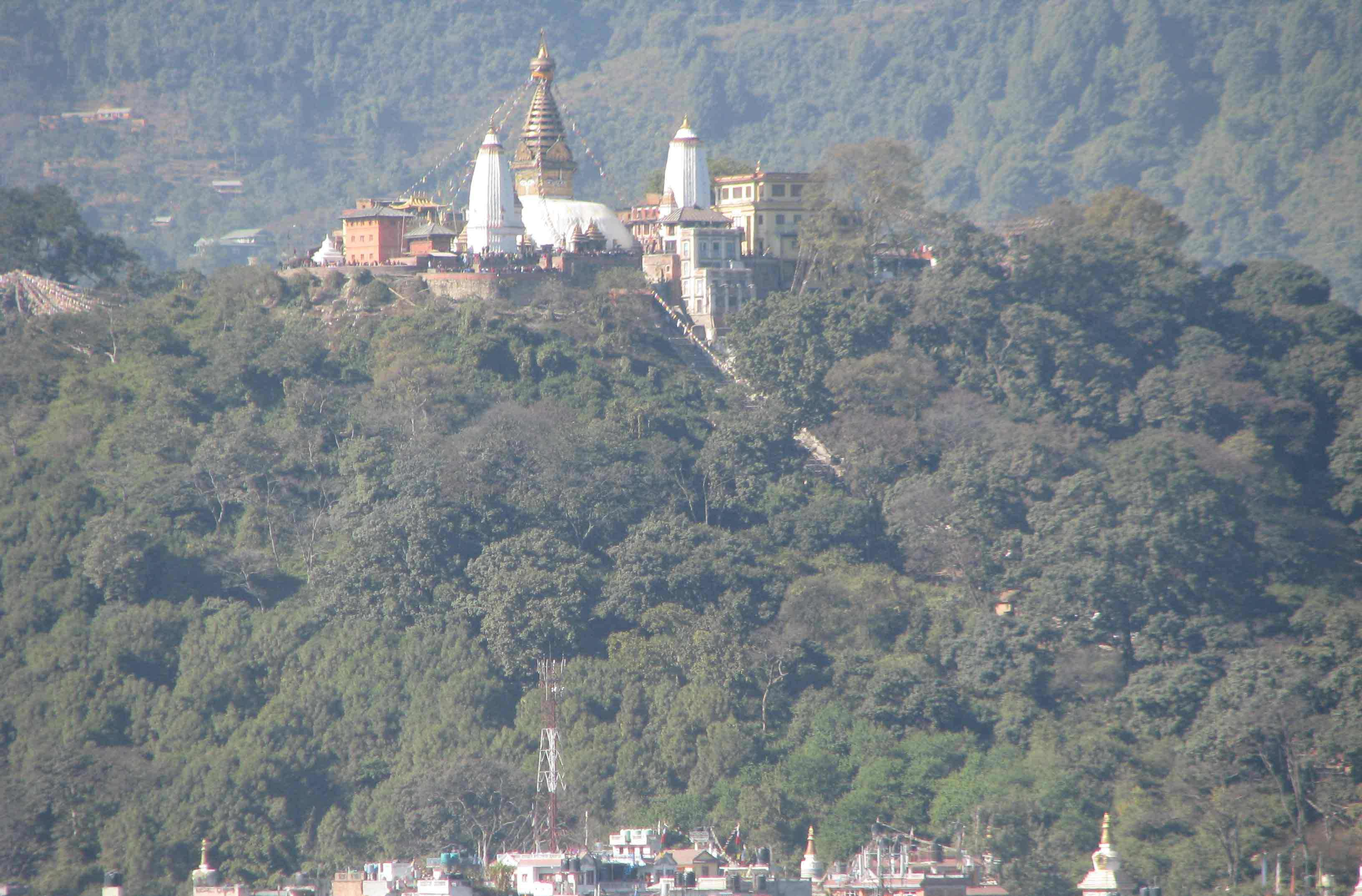
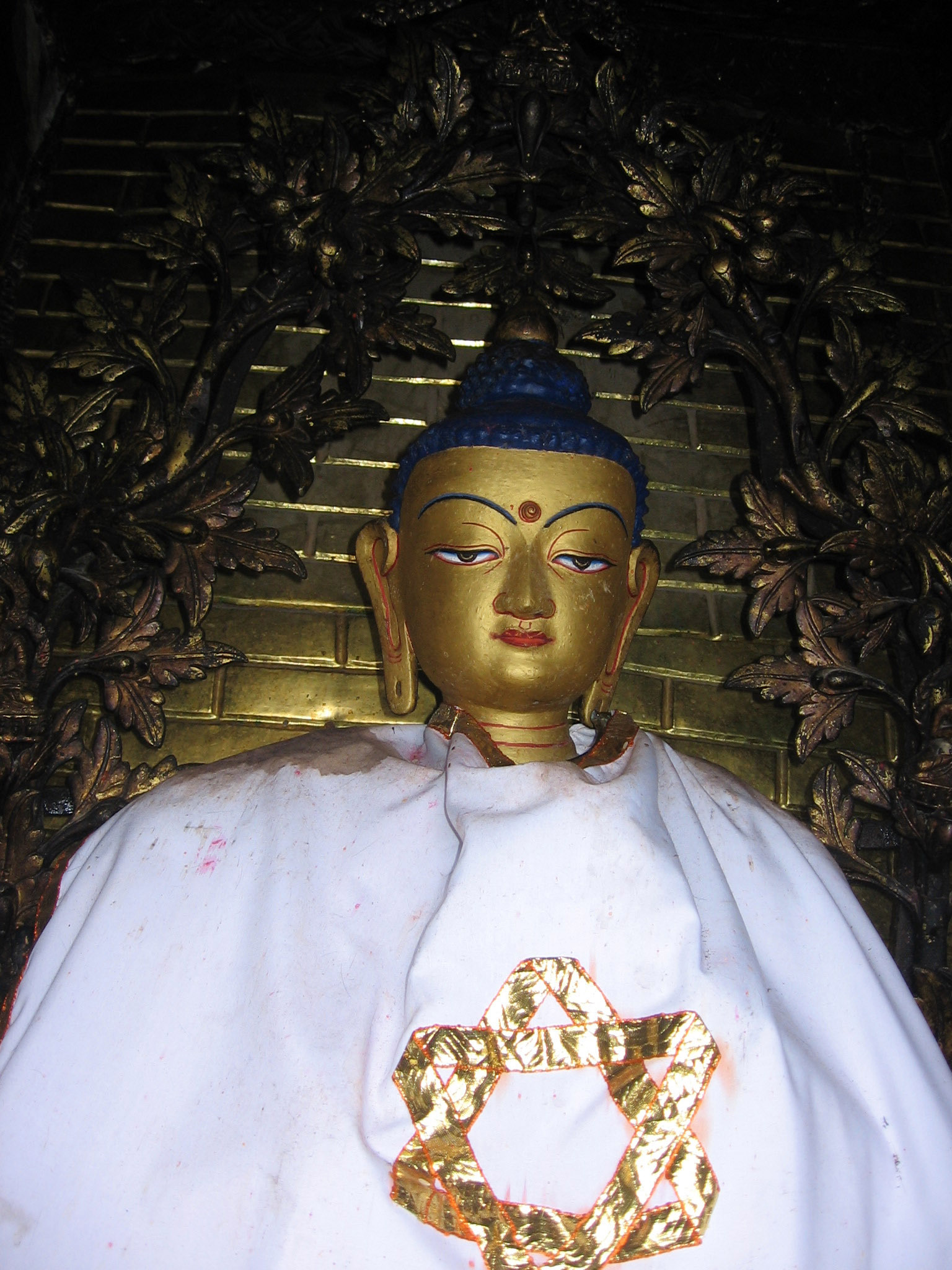
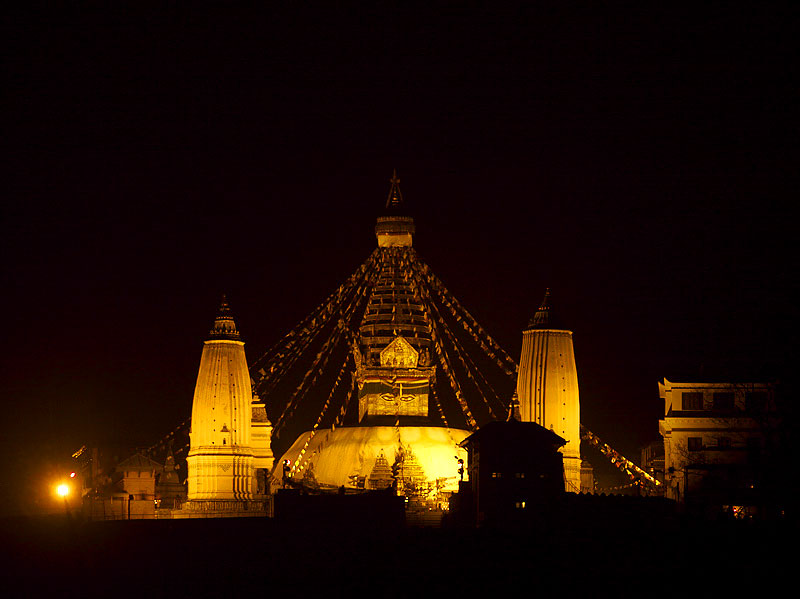
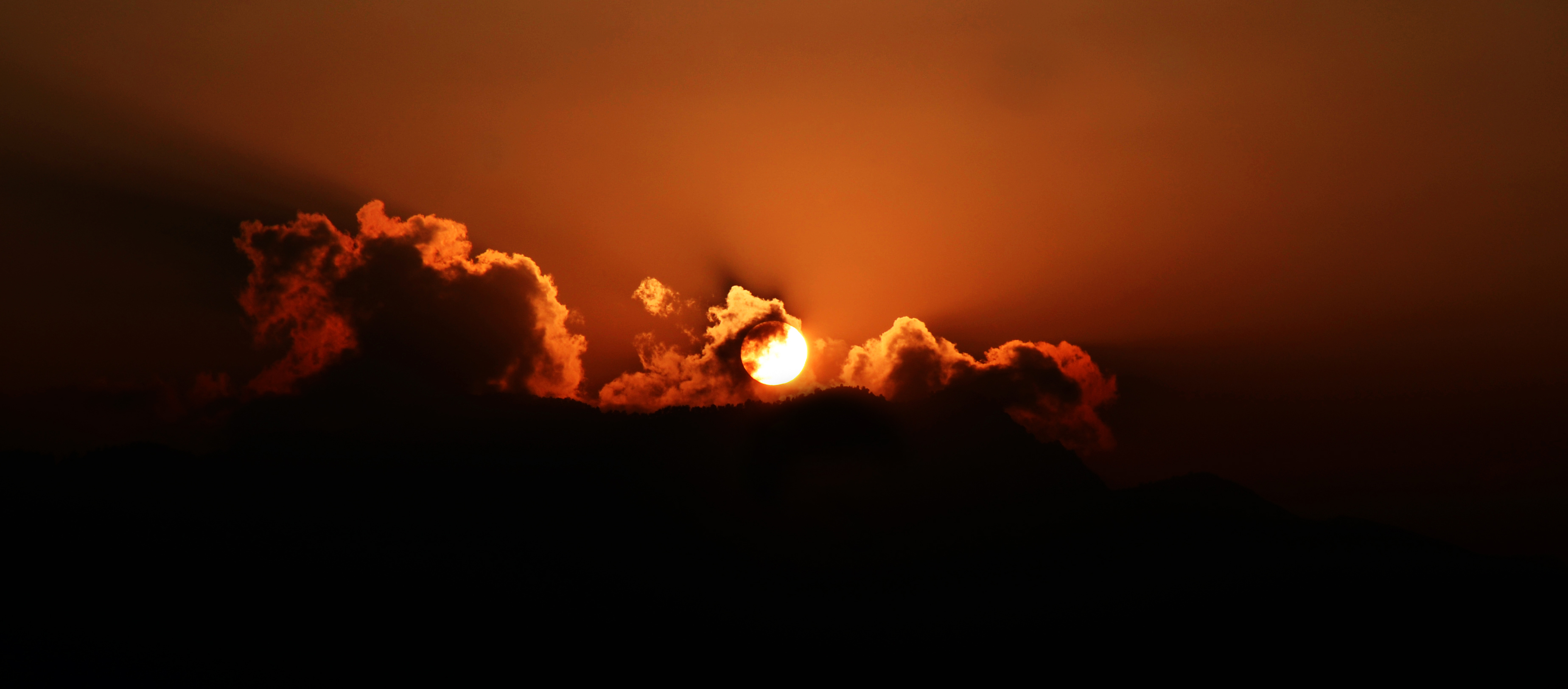

在2015年尼泊爾地震中部分被毀。